# Тереніно (Новосибірська область)
Тереніно (рос. Теренино) — селище у Каргатському районі Новосибірської області Російської Федерації.
Входить до складу муніципального утворення Форпост-Каргатська сільрада. Населення становить 104 особи (2010).

## Історія
Згідно із законом від 2 червня 2004 року органом місцевого самоврядування є Форпост-Каргатська сільрада.

## Населення
| 2002 | 2007 | 2010 |
| ---- | ---- | ---- |
| 159  | ↘143 | ↘104 |